# CCTV-4
CCTV-4 (en chino simplificado, 中国中央电视台中文国际频道; pinyin, Zhōngguó zhōngyāng diànshìtái zhōngwén guójì píndào) es un canal de televisión por suscripción internacional de origen chino. Es la señal de Televisión Central de China destinada a ciudadanos chinos que viven fuera de su país, emitiendo exclusivamente en chino mandarín. Su programación se compone de documentales, música, noticias, drama, deportes y dibujos animados.